# Мауензее (Люцерн)
Мауензее (нім. Mauensee LU) — громада  в Швейцарії в кантоні Люцерн, виборчий округ Зурзее.

## Географія
Громада розташована на відстані близько 55 км на північний схід від Берна, 23 км на північний захід від Люцерна.
Мауензее має площу 7,2 км², з яких на 7,5% дозволяється будівництво (житлове та будівництво доріг), 67,5% використовуються в сільськогосподарських цілях, 17,4% зайнято лісами, 7,6% не є продуктивними (річки, льодовики або гори).

## Демографія
2019 року в громаді мешкало 1460 осіб (+26,6% порівняно з 2010 роком), іноземців було 9,9%. Густота населення становила 202 осіб/км².
За віковим діапазоном населення розподілялося таким чином: 19,5% — особи молодші 20 років, 67,1% — особи у віці 20—64 років, 13,4% — особи у віці 65 років та старші. Було 589 помешкань (у середньому 2,5 особи в помешканні).
Із загальної кількості 293 працюючих 64 було зайнятих в первинному секторі, 76 — в обробній промисловості, 153 — в галузі послуг.